# Ellenville
Ellenville est un village du comté d'Ulster, dans l'État de New York, aux États-Unis. La population s'élevait à 4 135 habitants au recensement de 2010.